# Raymond Van den broecke
Raymond Van den broecke (Aalter, 6 mei 1895 - 29 mei 1959) was een Belgisch CVP-politicus. Beroepshalve was hij handelaar in stoffen en kleding en behoorde tot de vleugel van de middenstand binnen de CVP. Zijn handel was gevestigd in de Stationsstraat in Aalter.
Hij werd schepen in 1933, om in 1953 burgemeester te worden van Aalter tot bij zijn plotse overlijden in 1959.

## Biografie
Hij was gehuwd met Maria Van Caeneghem (1896-1961). Zij was de dochter van Kamiel Van Caeneghem (1860-1944), die in 1887 de oprichter was van de eerste onderwijzersbond in Vlaanderen. Diens zoon en hoogleraar Michiel Van Caeneghem (1893-1940) was de medeoprichter van het VEV.
De familie Van Caeneghem kwam naar Aalter wonen toen een andere zoon, Maurice Van Caeneghem (1888-1959), er in 1920 onderpastoor werd.
Bij het overlijden van Van den broecke werd Jan De Crem burgemeester van de gemeente Aalter, op zijn beurt opgevolgd door Pieter De Crem.